# Розанов Анатолій Григорович
Розанов Анатолій Григорович (*12 листопада 1883, Козелець, Чернігівської губернії-23 грудня 1956) — педагог, краєзнавець.

## Біографія

### Родина
Народився у родині дрібного службовця.

### Навчання
Навчався у Чернігівській гімназії, але був виключений за читання нелегальної літератури. Продовжив навчання у Новгород-Сіверський гімназії, після закінчення якої у 1901 році вступив на відділення природничих наук фізико-математичного факультету Київського університету. Диплом про вищу освіту одержав лише у 1908 році, оскільки двічі виключався з університету за участь у студентському русі.

### Педагог та краєзнавець
Протягом 1908–1916 роках працював у середніх навчальних закладах Ніжина та Бахмача. Згодом переїхав до Остра, викладав у тамтешній чоловічій гімназії, у 1921–1925 роках очолював педкурси, у 1926–1928 роках — Остерський педагогічний технікум ім. Глібова. З 1919 року за сумісництвом завідував Остерським педагогічним (згодом краєзнавчим) музеєм.
Фундатор і перший голова Остерського наукового товариства краєзнавства, який був створений у 1924 році. До його складу входило 70 аматорів, які працювали у трьох секціях — археологічній, етнографічній та природничій. При товаристві також діяли метеорологічна та гідробіологічна станція, було закладено дослідну ділянку лікарських рослин.
Під керівництвом А. Розанова музейні співробітники та краєзнавці насамперед досліджували археологічні старожитності Остерщини: виявили та розкопали поселення трипільської культури неподалік с. Євминки, давньоруське городище у с. Старогородці, здійснили фронтальне обстеження пам'яток Нижнього Подесення. Спільно з Всеукраїнської академією наук тривало збирання фольклорно-етнографічного матеріалу, вживалися заходи щодо історії та культури.
Завдяки плідній праці А. Розанова Остер став помітним науковим та культурно-освітнім центром Чернігівщини. У другій половині 20-х років А. Розанов регулярно виступав з доповідями на засіданнях Остерського наукового товариства краєзнавства: «Розкопки на Бугаївці», «Будинок Галагана у Козельці», «Сучасний стан Юрієвої Божниці». Йому також належить декілька праць з історії рідного краю(«Дерев'яне будівництво 18 ст. у Козельці», «Невідомий лист П. Куліша»), музеєзнавства («Остерський музей»), методики краєзнавчої роботи («Остерське товариство краєзнавства», «Краєзнавча робота на Остерщині»). Деякі праці дослідника залишились у рукописах. У 1928 р. Остерський педтехнікум був ліквідований, і А. Розанов виїхав до Миколаєва, де влаштувався викладачем у інституті соціального виховання. З 1934 р. А.Розанов працював на географічному факультеті Київського університету. Невдовзі йому було присвоєно вчене звання доцента.
Під час німецько-радянської війни А. Розанов перебував у евакуації, де викладав у школах Омської області. У повоєнний час, аж до виходу на пенсію у 1948 році, продовжував працювати у Київському університеті. Науково-дослідному інституті педагогіки й Науковому-дослідному інституті географії та картографії. Помер 23 грудня 1950 року.